# Gare de Montétan
La gare de Montétan est une halte ferroviaire, fermée, du chemin de fer Lausanne-Échallens-Bercher située sur le territoire de la commune suisse de Lausanne, dans le canton de Vaud. Elle se situait dans le quartier homonyme de Montétan.

## Situation ferroviaire
Établie à 502 mètres d'altitude, la halte de Montétan marquait la fin du tronçon entre la gare de Chauderon et Montétan partagé avec les Tramways lausannois. Elle était située au point kilométrique 1,00 de la ligne Lausanne – Bercher (101), entre les gares de Lausanne-Chauderon et d'Union-Prilly.

## Histoire

### Construction et mise en service

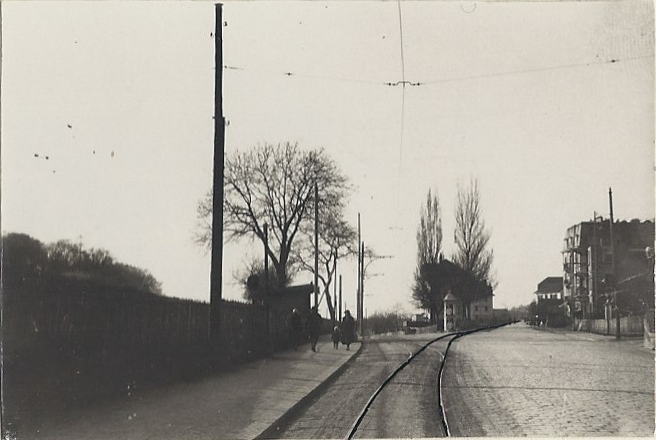
Croisement entre la ligne des TL descendant sur la route de Prilly et celle du LEB sur l'avenue d'Échallens en 1923.

Construite et mise en service en 1912, à la suite du déplacement de l'Hospice de l'Enfance dans le quartier de Montétan, cette halte était un point important de la ligne du LEB. Avant la construction de cette station, au début de l'exploitation du L-E, lors de l'époque à vapeur, un nègre fédéral devait marcher devant le train en criant « Gare, voici le danger! ». Le train pouvait ensuite circuler librement sur la suite du trajet en direction d'Échallens.
De l'électrification de la ligne jusqu'à l'abandon du trafic marchandises par le LEB, la halte de Montétan était le point de croisement entre le réseau 650 V continu des TL et le réseau 1 500 V continu du LEB. Cela permettait aux trains du LEB de pouvoir circuler sur le réseau des Tramways lausannois, mais empêchait le contraire. Aujourd'hui l'intégralité de la ligne du LEB est électrifiée sous 1 500 V.
La version actuelle de la halte a été construite en 1979.

### Exploitation
La halte de Montétan n'offrait aucune infrastructure particulière hormis une aubette. Comme pour toutes les autres haltes un distributeur de billets, un interphone d'urgence et un oblitérateur pour les cartes multicourses sont présents. Le seul élément n'appartenant pas à la compagnie est une boîte postale présente permettant aux usagers et résident du quartier de déposer leur courrier. Elle était desservie par des trains régionaux (symbole R) et directs (symbole D) à destination de Bercher, d'Échallens et de Lausanne-Flon.
En 2013, la halte comptait une moyenne de 866 passagers par jour, soit 4,1 % des mouvements journaliers de la ligne. Une année plus tard, les sondages et enquêtes menés durant le mois de mai 2014 ont démontré que cette halte dessert une moyenne de 600 voyageurs par jour sur 8 500 pour l'ensemble de la ligne, soit 7 % environ du trafic quotidien. Deux-tiers d'entre eux utilisent cette halte pour se rendre et revenir du centre-ville de Lausanne. Un tiers seulement utilise cette halte comme destination finale. Dans ce tiers, la majorité l'utilise pour se rendre à l'hôpital de l'enfance, sachant que ce dernier va être déplacé dans le nouvel hôpital pédiatrique situé dans le quartier du CHUV aux alentours de 2019. Le résultat de ces enquêtes a permis de décider de transformer la halte en station de bus tandis que la ligne sera transférée dans un nouveau tunnel entre les gares de Chauderon et Union-Prilly.

### Suppression de la halte au trafic ferroviaire

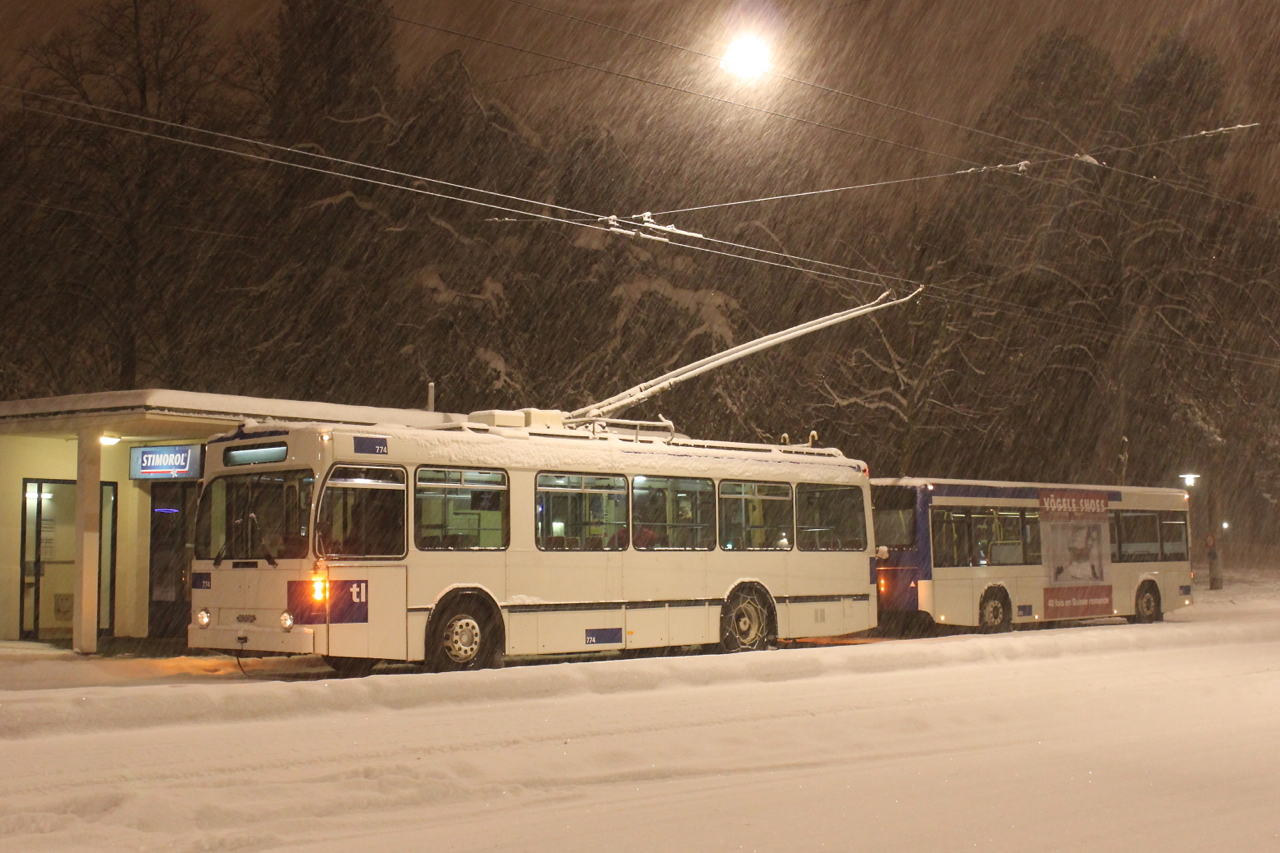
Trolleybus pour Lutry en correspondance à la station de bus de l'autre côté de la route.

L'avenue d'Échallens, sur laquelle circule le train entre la gare de Chauderon et la halte de Montétan était accidentogène. Des solutions furent recherchées afin d'augmenter la sécurité et la fiabilité de l'exploitation de la ligne ferroviaire. Aussi, le 8 avril 2014, la ville de Lausanne, les transports publics de la région lausannoise et la compagnie du chemin de fer Lausanne-Échallens-Bercher annoncent conjointement la réalisation de dix sondages sous cette avenue afin d'analyser le sol dans le but de construire le tunnel reliant la gare de Chauderon à celle d'Union-Prilly.
Ces sondages ont permis de réaliser un avant-projet qui a été soumis en octobre 2014 à l'Office fédéral des transports. Cet avant-projet de tunnel comporte un raccordement depuis la gare de Chauderon long de 104 m au tunnel principal long de 1 320 m. Ce tunnel ne suivra pas l'avenue d'Échallens, car les sondages y ont révélé un sol trop meuble. Aussi, le tunnel passera sous le petit parc de Montétan et l'hôpital de l'enfance. Ceci aurait pour conséquence la suppression de la halte de Montétan au trafic ferroviaire. Toutefois, cette perte de desserte par le train sera compensée par l'introduction de celle des bus à haut niveau de service. La date de début des travaux du tunnel est fixée pour l'été 2017, pour une ouverture prévue en 2020.
Dès sa création en 1912, la halte est reliée à la ligne no 3 du réseau des tramways lausannois reliant Lausanne à Prilly. Des correspondances y sont assurées. Lorsque les tramways sont supprimés et remplacés par des bus, les correspondances subsistent. Elle est depuis desservie par la ligne de trolleybus no 9 reliant Prilly à Lutry par Lausanne.
Le 25 septembre 2021 à 0 h 37, le train régional n°181 fut le dernier convoi commercial à desservir la halte.

Fermeture et dépose caténaire le 25 septembre 2021
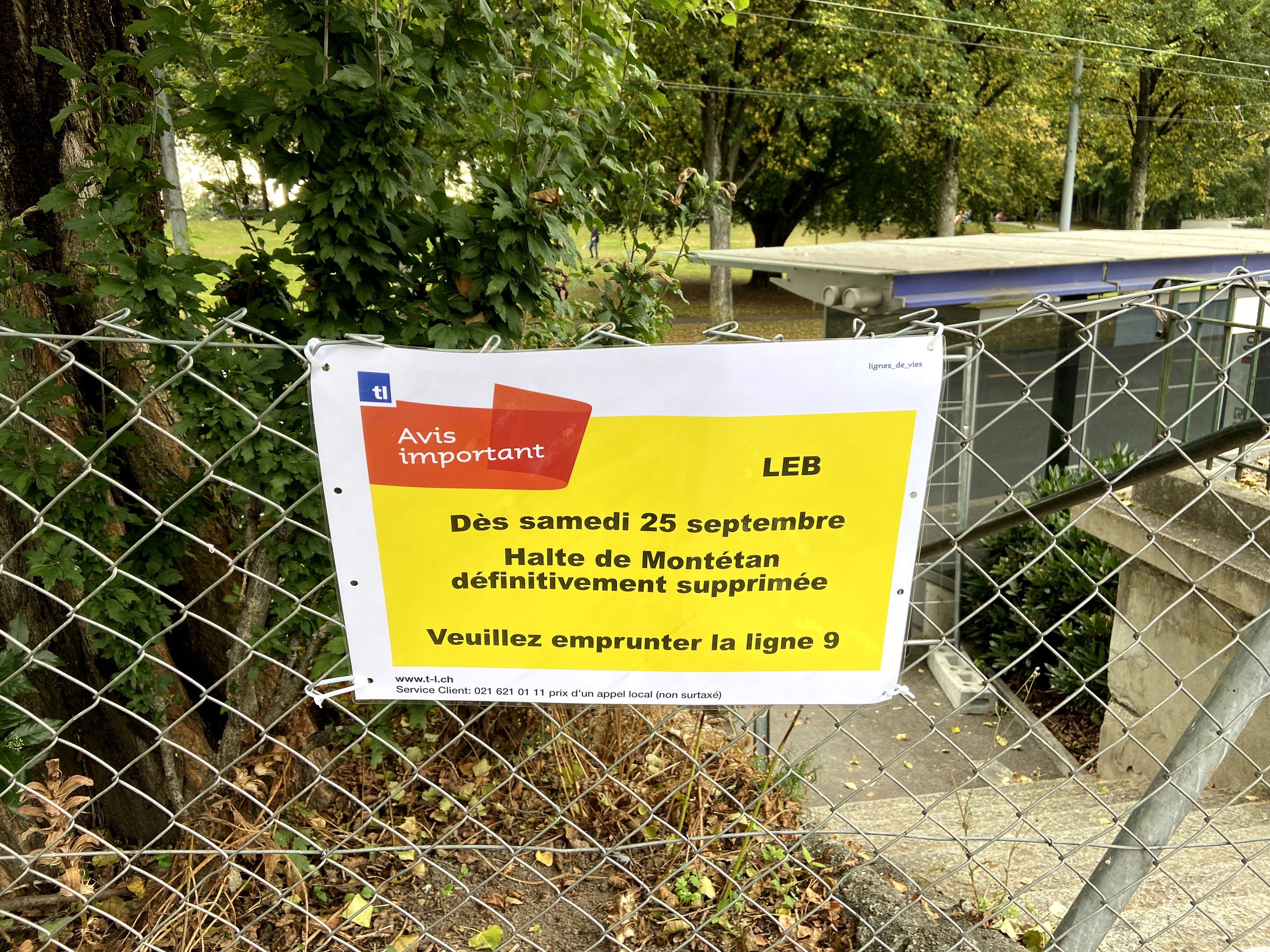
Avis de fermeture de la halte.
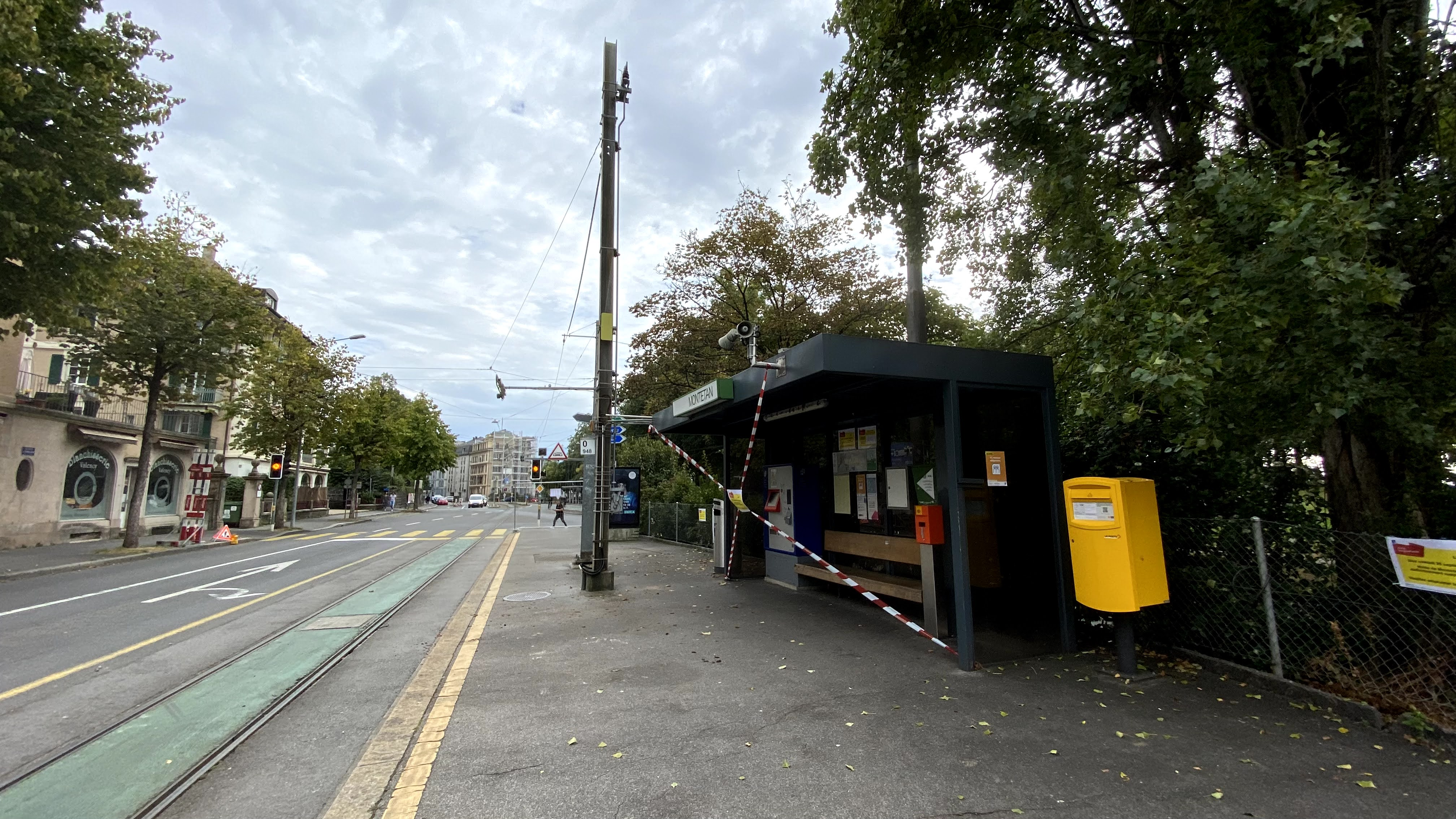
La halte avec sa caténaire déposée.
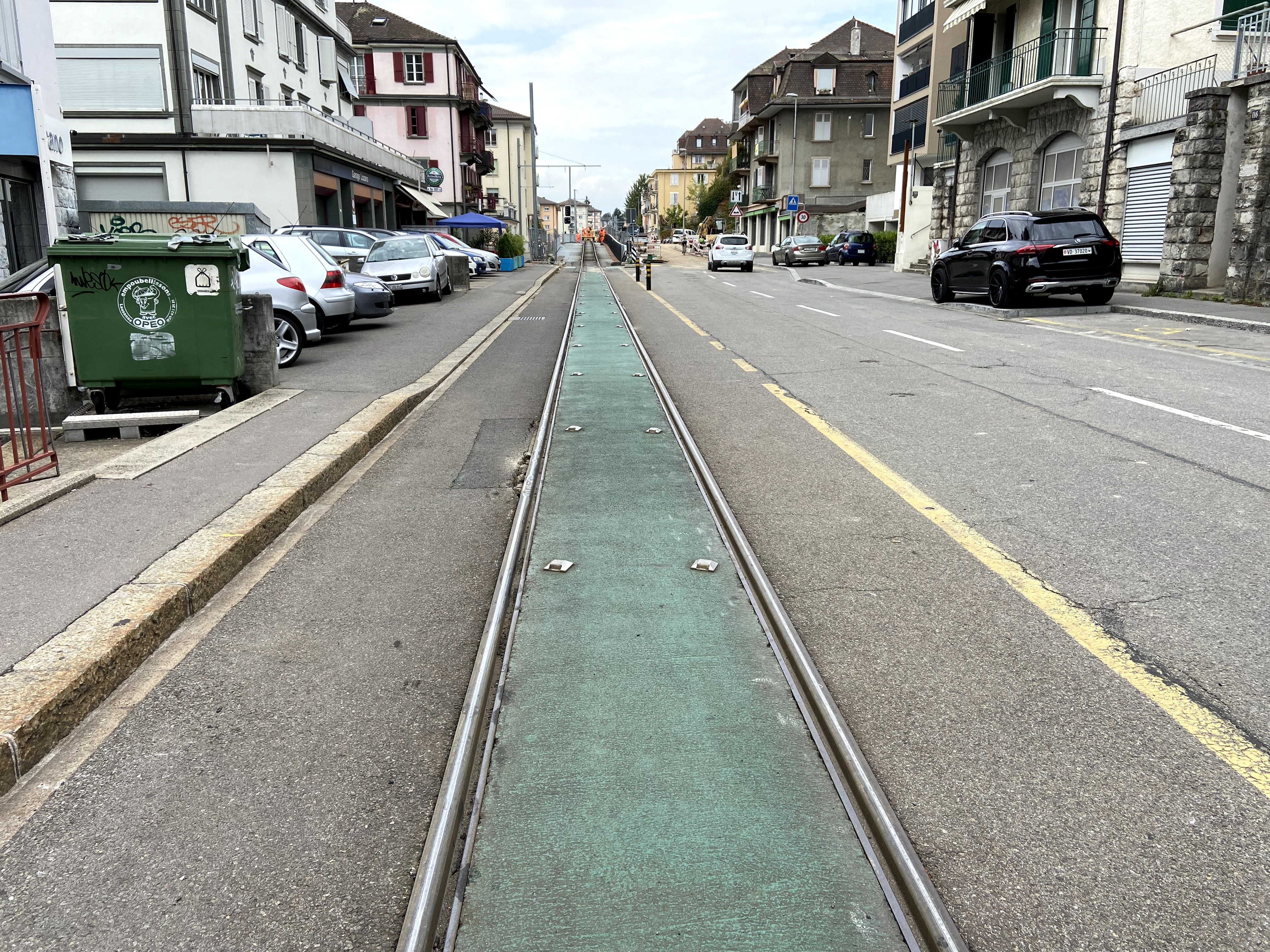
Caténaire déposée sur la section entre Union-Prilly et Montétan.